# Loxocorone pseudocompressa
Loxocorone pseudocompressa är en bägardjursart som först beskrevs av Konno 1977.  Loxocorone pseudocompressa ingår i släktet Loxocorone och familjen Loxosomatidae. Inga underarter finns listade i Catalogue of Life.